# 브라이언 모리아티

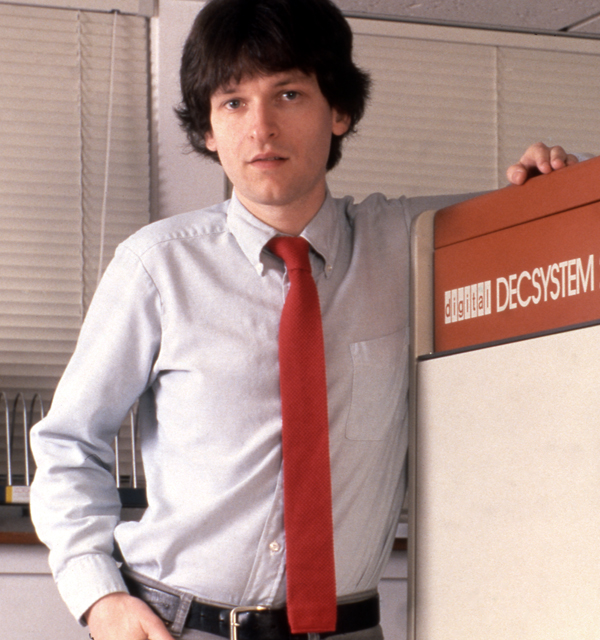

브라이언 모리아티(Brian Moriarty, 1956년 ~ )는 미국의 비디오 게임 개발자이다. 오리지널 인포컴 인터랙티브 픽션 타이틀(Wishbringer, Trinity, Beyond Zork, Loom) 중 3개를 개발했다.

## 경력
인포컴에 합류하기 전에 모리아티는 아타리 8비트 컴퓨터 잡지인 ANALOG 컴퓨팅의 기술 편집장이었다. ANALOG에 2개의 텍스트 어드벤처를 기고했다. (1983년의 Adventure in the 5th Dimension, 1984년의 Crash Dive!) 또한 아타리의 퀀텀 아케이드 게임을 각색한 Tachyon(1985)에 대해 작업했는데, 이 게임은 시사회는 있었지만 배급되지는 않았다.
모리아티는 1988년 노아 팔스타인(Noah Falstein)의 초청으로 나중에 루카스아츠로 알려진 루카스필름 게임스(Lucasfilm Games)에 합류했다. 그곳에서 그는 1990년에 출시된 첫 번째 그래픽 어드벤처 게임인 룸(Loom)을 디자인했다. 게임이 상업적으로 성공했고 모리아티는 잠시 즐길 수 있는 속편에 대한 아이디어가 있었지만 다른 프로젝트로 이동하기로 결정했다.
스튜디오의 교육 부서를 위해 영 인디아나 존스 크로니클즈(The Young Indiana Jones Chronicles)를 기반으로 한 미공개 게임을 작업한 후 스티븐 스필버그의 아이디어를 기반으로 한 SF 어드벤처 게임인 더 디그(The Dig)를 인수했다. 이 프로젝트는 1995년에 최종 출시되기 전에 게임이 겪은 궁극적으로 세 가지 화신 중 두 번째를 모리아티가 이끌면서 악명 높은 장기간 문제가 있는 개발을 했다. 그의 프로젝트 버전이 1993년에 무너지자 모리아티는 루카스아츠를 떠나 지금은 없어진 로켓 사이언스 게임스(Rocket Science Games)에 합류했다.
1995년 모리아티는 온라인 게임 서비스 Mpath의 게임 디자인 책임자가 되었다.
때때로 모리아티는 공개 강의를 제공한다. 그 중 하나인 2002년 게임 개발자 컨퍼런스 발표 "시편 46편의 비밀"은 드라마틱한 연출과 그래픽 노블로 각색되었으며, 조나단 블로우의 퍼즐 게임 더 위트니스(2016)에 비디오 이스터 에그로 전체가 포함되었다.
모리아티는 우스터 폴리테크닉 인스티튜트(Worcester Polytechnic Institute)의 대화형 미디어 및 게임 개발 프로그램 교수이다.